# 渦動説

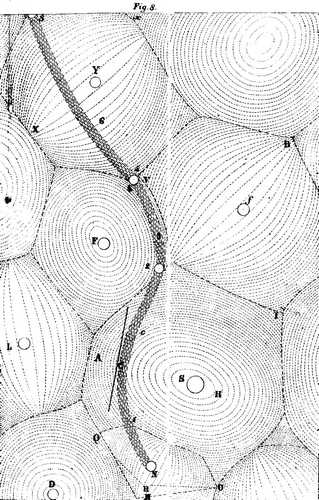
デカルトの『哲学の原理』第3版（1647年）に掲載されている、エーテルの渦と天体の図

渦動説(かどうせつ、cartesian vortex theory）とは、ルネ・デカルト（1596 - 1650）が提唱した、天体などの運動の原理を説明するための学説。

## 概説
何らかの流体・媒質の作用によって天体の動きを説明しようとした説であり、当初支持者が多かったものの、後にニュートンが提唱した説（ニュートン力学）が現れ、17世紀から18世紀にかけてデカルト派とニュートン派に分かれて大論争に発展した。18世紀なかごろに渦動説に否定的な証拠が得られたが、科学史的・科学哲学的には重要な説である。
渦動説は、デカルトの形而上学と自然哲学に関する教科書的な書『哲学原理』（1644年）に記述され、人々に知られるところとなった。また、デカルトが1633年ころには執筆していたものの、出版をためらい結局死後に出版されることになった『世界論』（宇宙論とも。Le monde 1656年）においてもこの説は解説されている。
現代でもそうであるが、デカルトが生きていた当時も天体の運動はいかなる原理で引き起こされているのか？と問いかけが行われていた。『哲学原理』はデカルトの研究をまとめたもので、デカルトの自然学(physica)を提示したものだった。
1633年ころの『世界論』の草稿においては、物体とは独立した空間を認めて「運動というのは、空間の中の、ある位置から別の位置への移動」と見なしていたが、その後デカルトは考え方を変えて真空という概念は認めなくなり、世界は延長（＝おおむね現在で言うところの物質）で満たされているとした。
デカルトの渦動説は、天体を運動させているのは天体を囲んでいる物質（流体、エーテル）が天体を押しているからだとし、その物質は渦のように動いているとする。また、物体の落下については、水の渦の中に木片を置くとそれが渦の中心に引き込まれるが、言わばそれと同じ原理で、起きているエーテルの渦によって引き込まれていると説明した。

## 後世への継承と論争
デカルトの渦動説には、物体の運動というのは直接に接触して押さなければ変化するはずがない、とする考えが含まれている。これはアリストテレスの運動論を受け継いだ考え方であり、これは後に「近接作用説」と呼ばれるようになった。
デカルトの『哲学原理』は版を重ね、多くの人々に読まれ、この渦動説も当時や後世の哲学者、自然科学者たちに影響を与えた。ホイヘンスやライプニッツらは、渦動説を改良しつつ引き継ぐ形で近接作用を用いて運動を説明した。
だが、アイザック・ニュートンは若いころにデカルトの書を読んで渦動説を知ったが、この説には同意しかねたらしい。ニュートンの遺品として残された書類の中には「重力および流体の平衡について」という書きかけの手稿もあり、これは『自然哲学の数学的諸原理（プリンキピア）』の刊行よりかなり前に書かれたもので死後も刊行されることはなかったが、その手稿にはデカルトの渦動説を名指しで批判する文章が書かれている。
ニュートンは『自然哲学の数学的諸原理』（プリンキピア、1687年）において万有引力という概念を提唱したが、こちらのほうは「離れた物体が影響を及ぼす」とする説であった。つまり遠隔作用説を唱えたことになる。近接作用で説明する学説と遠隔作用で説明する学説が、西洋の学会で同時に立てられている状態になり、激しい論争が巻き起こった。ライプニッツやホイヘンスはヨーロッパ大陸において唱え、それに対してニュートンはイングランドで唱える形になった。双方とも譲らず、論戦は実に18世紀半ばまで続いた。この時代のフランス人で、イギリスにも滞在したことのあるヴォルテールが『哲学書簡』（1734年）で「ドーバー海峡をひとつ越えると、世界がまったく違う原理で説明され、宇宙が異なっている」とあきれ果てたように書いた文章が残されている。

## パリ王立科学アカデミーによる地球の測量
この論争に決着をつけるため、1735年にパリ王立科学アカデミーは地球の測量を計画し、南米のペルー（現在はエクアドルの地域）と北極圏のラップランド（トルネ谷）に観測隊を派遣した。そして、両地域とフランスの子午線弧1度に相当する弧長を測定し、地球の形状を求めた。
デカルトの説では、宇宙に渦巻く微小物質に押されて地球の形は極方向に伸びた回転楕円体（長球）になる。一方、ニュートンの説では、遠心力により地球は赤道付近が膨らんだ回転楕円体（扁球）になる。
測量結果はニュートンを支持するものとなり、これを機にヨーロッパ大陸でも急速にニュートン力学が普及していき、デカルトの自然学は影響力を失っていった。

## 渦動説の評価
渦動説は中世ヨーロッパに大きな影響力をもっていたアリストテレスの自然学をそのまま受け継いだものであり、真空の否定もアリストテレスの考えからきている。その意味で当時の正統理論であった。デカルト派は、遠隔作用説をとるニュートンの万有引力をスコラ学での「隠された性質（occult quality）」への逆行とみなし、「オカルトフォース」と呼んで批判した。
19世紀から20世紀にかけてニュートン力学が受容されてゆく過程で、『プリンキピア』の説と対立すると見なされた渦動説は、荒唐無稽の説のように書きたてられ、現在でもしばしば初学者などはそのようなイメージを持ってしまっている。
ニュートン自身は、後に重力というのはエーテルの流れが引き起こしているのかも知れない、とも考察した。
また20世紀になりアインシュタインによって一般相対性理論が提唱されたが、これはある意味で近接作用論が復興したような面も備えている。
この説が生まれたきっかけとして、デカルトはオランダという運河が多い土地で暮らしていた時期もあったので、その水面を見る日々がこの説の発想へとつながったのかも知れない、と推察した学者もいる。